# Капрари, Серджо
Се́рджо Капра́ри (итал. Sergio Caprari; 12 июля 1932, Чивита-Кастеллана — 12 октября 2015, Фалерия) — итальянский боксёр полулёгкой весовой категории. В начале 1950-х годов выступал за сборную Италии: серебряный призёр летних Олимпийских игр в Хельсинки, участник многих международных турниров и матчевых встреч. В период 1952—1961 успешно боксировал на профессиональном уровне, владел титулом чемпиона Европы по версии ЕБС, был претендентом на титул чемпиона мира.

## Биография
Родился в коммуне Чивита-Кастеллана, провинция Витербо. На международной арене дебютировал в 1952 году, одержав победу в матчевой встрече со сборной США. Благодаря череде удачных выступлений удостоился права защищать честь страны на летних Олимпийских играх в Хельсинки — в полуфинале полулёгкого веса со счётом 2:1 победил француза Жозефа Вентажа, но в решающем матче 1:2 проиграл представителю Чехословакии Яну Захаре.
Получив серебряную олимпийскую медаль, решил попробовать себя среди профессионалов и покинул сборную. Его профессиональный дебют состоялся уже в сентябре 1952 года, своего первого противника он победил по очкам в шести раундах. В течение последующих четырёх лет провёл множество удачных поединков и в августе 1956 года завоевал титул чемпиона Италии в полулёгком весе. В конце того же года потерпел первое в карьере поражение, от мальтийца Сэмми Бонничи, однако вскоре взял у него реванш.
Спортсмен одержал ещё несколько побед, в том числе неоднократно защитил звание национального чемпиона, а в августе 1958 года завоевал вакантный пояс чемпиона по версии Европейского боксёрского союза (год спустя, тем не менее, лишился этого титула). Впоследствии итальянец продолжал успешно боксировать вплоть до конца 1961 года — в последнем своём поединке он сразился с представителем Филиппин Флэшом Элорде за титул чемпиона мира во втором полулёгком весе, но в первом же раунде трижды побывал в нокдауне, и рефери остановил матч, засчитав технический нокаут. Всего в профессиональном боксе провёл 59 боёв, из них 53 окончил победой (в том числе 20 досрочно), 4 раза проиграл, в двух случаях была зафиксирована ничья.